# Az éjszaka törvénye (film)
Az éjszaka törvénye (eredeti cím: Live by Night) 2016-ban bemutatott amerikai bűnügyi filmdráma, melyet Ben Affleck írt és rendezett, Dennis Lehane azonos című regénye alapján. A film producerei Leonardo DiCaprio, Jennifer Davisson, Ben Affleck és Jennifer Todd voltak. Zenéjét Harry Gregson-Williams szerezte.
A főszerepekben Ben Affleck, Elle Fanning, Brendan Gleeson, Chris Messina, Sienna Miller, Zoë Saldana és Chris Cooper látható. A film gyártója a RatPac-Dune Entertainment, az Appian Way Productions és a Pearl Street Films, forgalmazója a Warner Bros. Pictures.
Az Amerikai Egyesült Államokban 2016. december 25-én, Magyarországon 2017. január 26-án mutatták be a mozikban.

## Szereplők
| Szereplő          | Színész              | Magyar hang     |
| ----------------- | -------------------- | --------------- |
| Joe Coughlin      | Ben Affleck          | Széles Tamás    |
| Loretta Figgis    | Elle Fanning         | Lovas Emília    |
| Maso Pescatore    | Remo Girone          | Papp János      |
| Thomas Coughlin   | Brendan Gleeson      | Sörös Sándor    |
| Albert White      | Robert Glenister     | Harsányi Gábor  |
| RD Pruitt         | Matthew Maher        | Takátsy Péter   |
| Dion Bartolo      | Chris Messina        | Makranczi Zalán |
| Emma Gould        | Sienna Miller        | Trokán Nóra     |
| Esteban Suarez    | Miguel Pimentel      | Formán Bálint   |
| Graciela          | Zoë Saldana          | Bartsch Kata    |
| Figgis seriff     | Chris Cooper         | Szacsvay László |
| Gödrös Pescatore  | Max Casella          | Elek Ferenc     |
| Virgil Beauregard | J. D. Evermore       | Sarádi Zsolt    |
| Clavin Bondurant  | Clark Gregg          | Mészáros Máté   |
| Gary L. Smith     | Anthony Michael Hall | Tóth Zoltán     |
| Brennan Loomis    | Chris Sullivan       | Törköly Levente |
| Befektető         | Christian Clemenson  | Törköly Levente |
| Paulo Bartolo     | Benjamin Ciaramello  | Hamvas Dániel   |
| Tomas             | Gabriel SIlva        | Vida Bálint     |